# Hôtel de la Croix Blanche
L'hôtel de la Croix Blanche est un hôtel particulier à Provins, en France.

## Localisation
L'hôtel particulier sur la commune à Provins, dans le département français de Seine-et-Marne.

## Historique
L'édifice est inscrit au titre des monuments historiques en 1931.

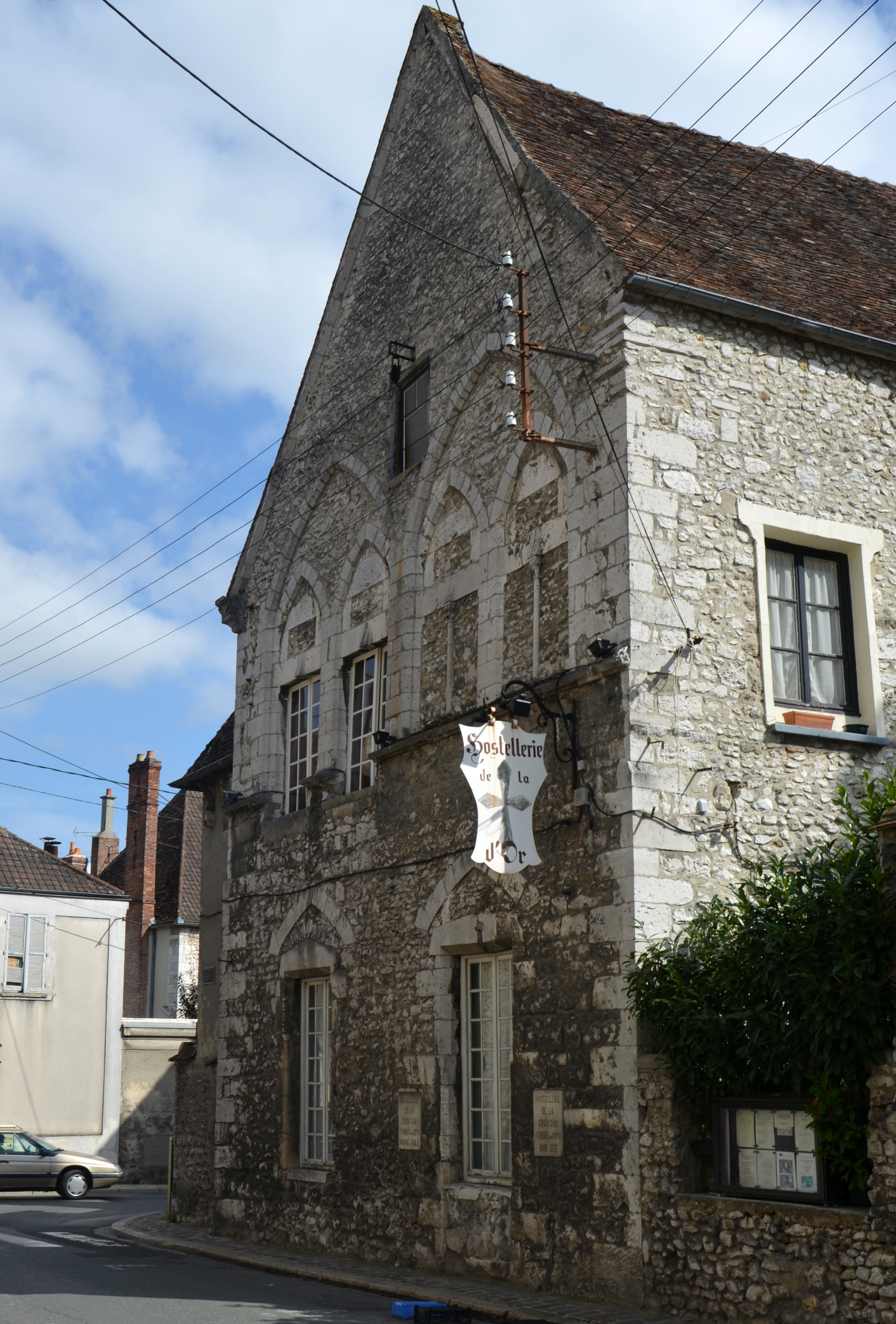